# Alsógagy
Alsógagy ist eine ungarische Gemeinde im Kreis Encs im Komitat Borsod-Abaúj-Zemplén.

## Geografische Lage
Alsógagy liegt in Nordungarn, ungefähr 40 Kilometer nordöstlich des Komitatssitzes Miskolc und 11 Kilometer nordwestlich der Kreisstadt Encs. Nachbargemeinden sind Baktakék vier Kilometer südlich, Felsőgagy vier Kilometer nördlich, und Gagyapáti zwei Kilometer westlich gelegen.

## Geschichte
Im Jahr 1913 gab es in der damaligen Kleingemeinde 80 Häuser und 353 Einwohner auf einer Fläche von 1092 Katastraljochen. Sie gehörte zu dieser Zeit zum Bezirk Cserehát im Komitat Abaúj-Torna.

## Sehenswürdigkeiten
- Griechisch-katholische Kirche Szentháromság, erbaut im 18. Jahrhundert im barocken Stil, 1927 restauriert

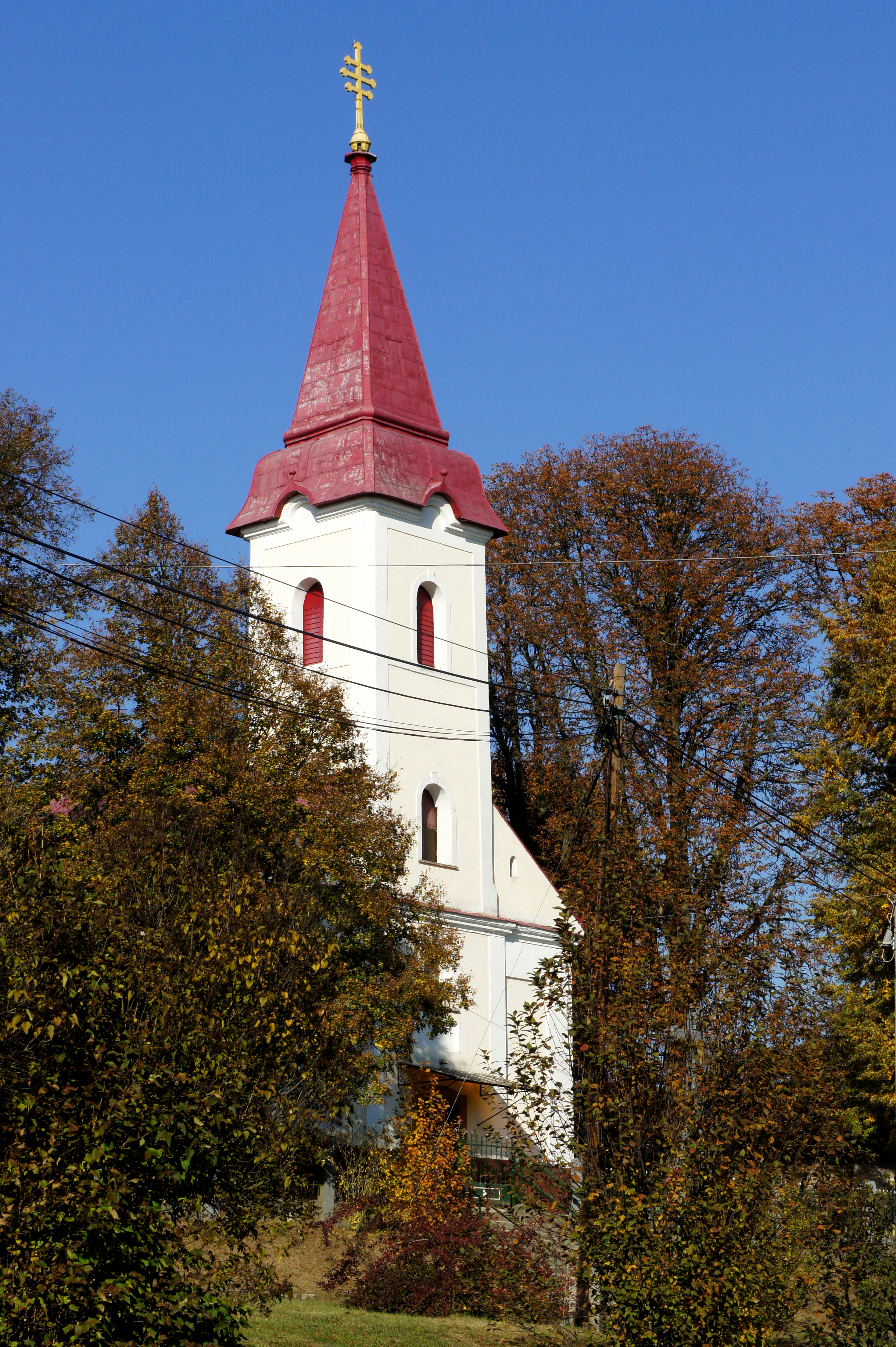
Griechisch-katholische Kirche Szentháromság
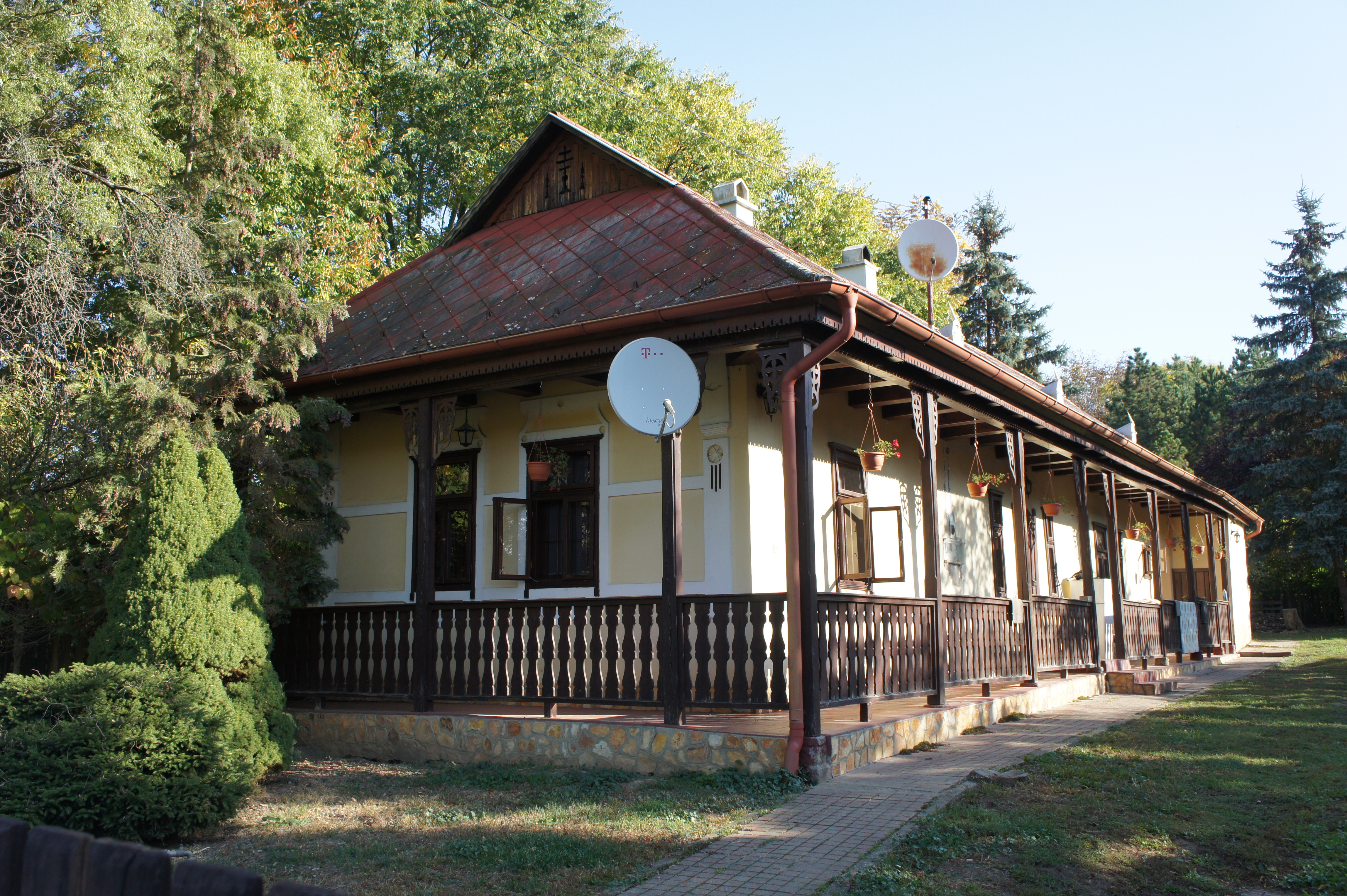
Traditionelles Wohnhaus

## Verkehr
Durch Alsógagy verläuft die Landstraße Nr. 2624, von der die Nebenstraße Nr. 26144 in westliche Richtung nach Gágyapáti abzweigt. Es bestehen Busverbindungen über Baktakék und Fancsal nach Encs, über Felsőgagy nach Csenyéte sowie in Richtung Krasznokvajda. Der nächstgelegene Bahnhof befindet sich südöstlich in Forró-Encs.